# Gli ultimi giorni di Pompei (film 1950)
Gli ultimi giorni di Pompei è un film del 1950, diretto da Marcel L'Herbier e Paolo Moffa. È una trasposizione del romanzo storico Gli ultimi giorni di Pompei (1834) di Edward Bulwer-Lytton

## Trama
Pompei, 79 D.C., il Vesuvio non è tranquillo ma nella città la vita scorre come se non ci fosse alcun pericolo. L'idillio tra la bella patrizia Elena e il greco Lysia suscita la violenta gelosia del sacerdote egizio Arbace che gli prepara una pozione che lo rende folle.
La schiava Nidia accusa Arbace di aver ordito il complotto contro il suo padrone ma viene uccisa.
Lysia, accusato dell'omicidio di Nidia viene condannato a combattere contro i leoni nell'arena ma l'eruzione del Vesuvio getta il panico e la distruzione nella città.
Nonostante il grande pericolo Elena e Lysia riescono a portarsi in salvo.